# Solid – die sozialistische Jugend

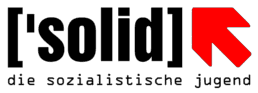
Logo

solid – die sozialistische Jugend (Eigenschreibweise: [’solid] – die sozialistische Jugend) war ein sozialistischer Jugendverband mit Sitz in Berlin. Die Linkspartei.PDS auf Bundesebene und die meisten Landesverbände der WASG hatten Solid als gemeinsamen Jugendverband anerkannt. Solid stand für „sozialistisch, links, demokratisch“. Der Jugendverband definierte seine politischen Inhalte unabhängig von der Partei. Auf einer Bundesdelegiertenkonferenz wurde gemeinsam mit Vertretern von WASG-Jugendstrukturen und der Jungen Linken.PDS am 20. Mai 2007 die Neuformierung zum gemeinsamen Jugendverband der Partei Die Linke, Linksjugend [’solid], beschlossen. Solid war die einzige Jugendorganisation von allen im Bundestag vertretenen Parteien, die vom Verfassungsschutz beobachtet wurde.

## Selbstverständnis
Zweck des Jugendverbandes war laut Eigenauskunft eine kritische Auseinandersetzung mit der kapitalistischen Gesellschaft, eine kulturelle Offensive von links und ein Beitrag zur politischen Bildung.
Der Verband bekannte sich zum demokratischen Sozialismus und definierte sich selbst als sozialistisch, emanzipatorisch, antifaschistisch und demokratisch und war Mitglied im globalisierungskritischen Netzwerk attac und beim Europäischen Netzwerk der demokratischen jungen Linken.

## Politische Ausrichtung
Der Jugendverband wurde vom Bundesamt für Verfassungsschutz als linksextremistisch eingestuft und beobachtet.
In seiner „Politischen Plattform“ benannte der Verband als zentrale Aufgabe sozialistischer Politik den „Kampf um Selbstbestimmung des Einzelnen und die Beendigung der Ausbeutung des Menschen durch den Menschen“. Unter Bezugnahme auf Karl Marx ging der Verband davon aus, dass trotz der weit reichenden Veränderungen, die in der Gesellschaft stattgefunden haben, „eine Ursache aller gesellschaftlichen Missstände“ die kapitalistischen Produktionsverhältnisse sind. Ziel sei nicht nur die Bekämpfung zivilisatorischen Probleme, sondern auch die Abschaffung einer ihrer Ursachen, also der kapitalistischen Produktionsweise.
Angestrebt wurde eine Gesellschaft „jenseits von Kapitalismus und autoritärem Staatssozialismus“. Für den Verband resultierte daraus, dass zentrale Bezugspunkte für die eigene Aktivität „der Kampf gegen Nationalismus, Rassismus und Geschlechterungleichheit und für radikale Demokratie und Gleichheit“ waren. „Solidarisches und internationalistisches Denken“ sei dafür eine „notwendige Bedingung“ und müsse sowohl im „politischen Bewußtsein als auch im politischen Handeln“ tief verankert sein.

## Geschichte
Der Verband wurde auf einem Kongress vom 18. bis 20. Juni 1999 in Hannover gegründet. Die Gründung des Jugendverbandes war dabei auch die Folge des Niedergangs der AGJG, die bis 1998 die Jugendstruktur der PDS darstellte. Der baden-württembergische Landesverband der AGJG, der noch bis 2000 fortbestand, schloss sich Ende 2000 dem neuen Jugendverband an. Am 25. März 2000 wurde Solid von der PDS offiziell als Jugendverband anerkannt. Daran änderte auch 2004 die Gründung der regionalen Abspaltung PDS-Jugend Berlin-Brandenburg nichts, welche selbst in dieser Region nicht dominant wurde.
Anfang 2005 begann der Verband eine Kampagne „Aufmucken gegen Rechts“, deren Schwerpunkt neben einer Bildungsoffensive zu rechter Jugendkultur die Veröffentlichung einer Gratis-CD mit 16 Titeln von Musikkünstlern wie Jan Delay, Such a Surge, Virginia Jetzt!, Mellow Mark, Die Sterne, Die Fantastischen Vier, Ferris MC, Beginner, Nosliw, Seeed, Konstantin Wecker und anderen war.
Während der WM 2006 wurde Solid mit dem Aufruf bekannt, Deutschlandfahnen an Fahrzeugen mit Gewalt zu entfernen. Vordrucke für Hinweise an die Autofahrer konnte man von der Solid-Seite www.nein-zum-deutschlandhype.de herunterladen. Aufgrund des öffentlichen Drucks sah sich die Bundespartei gezwungen den Link auf die Solid-Internetseite zu entfernen.
Ab 2006 stritt sich Solid mit dem Bundesministerium für Familie, Senioren, Frauen und Jugend um die Zuwendung von Mitteln aus dem Kinder- und Jugendplan des Bundes vom 19. Dezember 2000. Aus diesem enthielten die im Ring politischer Jugend (RPJ) organisierten Jugendverbände Jusos und Junge Union 2006 jeweils 307.764 Euro und ebenfalls im RPJ organisierten Jungen Liberalen und Grüne Jugend jeweils 107.236 Euro. Ein Aufnahmeantrag von Solid war abgelehnt worden. Das Verwaltungsgericht Berlin hatte zunächst entschieden, Solid die begehrten Mittel zu gewähren; das Oberverwaltungsgericht Berlin-Brandenburg hatte die Klage von Solid später abgewiesen, zugleich aber entschieden, dass „die staatliche Subventionierung der Jugendorganisationen der politischen Parteien einer Regelung durch förmliches Gesetz“ bedarf (Leitsatz). (Siehe auch: Abschnitt Fördermittelkontroverse im Artikel Ring politischer Jugend)
Am 20. Mai 2007 wurde zusammen mit den WASG-Jugendstrukturen und der Jungen Linken.PDS die Linksjugend [’solid] gegründet.

## Gesellschaftliche Verankerung
In Mecklenburg-Vorpommern und Brandenburg war der Verband Mitglied im Ring politischer Jugend (RPJ). Auch in den RPJ auf Kreisebene war Solid teilweise vertreten. Darüber hinaus war der Verband in mehreren Bundesländern in Landesjugendringen oder Kreisjugendringen aktives Mitglied.

## Struktur
Der Verband gliederte sich in 15 Landesverbände – nur im Saarland gab es keinen –, welche wiederum in über 100 Orts- und Regionalgruppen sowie Kreisverbände untergliedert waren. Diese Landesverbände von Solid genossen weitgehend Autonomie.
Die ehemaligen Hochschulgruppen sind seit Mai 2007 in dem linken Hochschulverband Die Linke.SDS organisiert.
Die Organe waren auf Bundesebene die Bundesdelegiertenkonferenz, der BundessprecherInnenrat (BSPR), der Länderrat und die Bundesschiedskommission sowie thematische Bundesarbeitskreise (BAK). Diese tagten grundsätzlich öffentlich. Auf Landesebene existierten analog dazu Landesarbeitskreise (LAK), „LandessprecherInnenräte“ (LSPR, in einigen Bundesländern alternativ auch Landesvorstände genannt) und Kommissionen der Landesebene. Das Gros der Arbeit fand aber in den weitgehend selbständigen Ortsgruppen (OG) statt.
Mitglied konnten Personen im Alter von 14 bis 35 werden, wobei die Mitarbeit im Jugendverband vom Alter unabhängig war. Sympathisanten hatten weitgehend dieselben Rechte wie Mitglieder von Solid. Das Durchschnittsalter lag bei etwa 19 Jahren.
Die Förderung der Gleichstellung der Mitglieder war ein Grundprinzip des Verbandes. So musste bei Wahlen innerhalb des Jugendverbandes zu Gremien und Organen grundsätzlich ein mindestens fünfzigprozentiger Frauenanteil gewährleistet sein. Außerdem hatten Frauen das Recht, innerhalb des Verbandes eigene Strukturen aufzubauen und Frauenplenen durchzuführen, sowie ein Veto mit aufschiebender Wirkung einzulegen.
Der Verband verfügte nach eigenen Angaben über rund 1800 Mitglieder. Der Verfassungsschutzbericht 2005 geht jedoch von einer Mitgliederzahl von ca. 800 aus. Mitglieder des Jugendverbandes hatten auch Funktionen in der Gewerkschaftsjugend, in Schülervertretungen auf Landes-, Kreis- und Schulebenen, in den Gremien der studentischen Selbstverwaltungen, in linken globalisierungskritischen Organisationen wie attac, sowie in zahlreichen Parlamenten auf allen Ebenen einschließlich des Deutschen Bundestags.
Die Linkspartei.PDS unterstützte Solid laut ihrer Jahresfinanzplanung mit 70.000 Euro.

## Camps und Freizeitangebote
In der Tradition der Arbeiterjugendbewegung bot der Verband als linker und sozialistischer Jugendverband auch verschiedene Camps und Freizeitangebote mit politischem und emanzipatorischem Anspruch an. Neben einer gemeinsamen Organisation waren zumeist auch inhaltliche Workshops, politische Rollenspiele und gemeinsame Aktionen Teil des Angebots. Die Camps fanden in der Regel im Sommer und zu Pfingsten statt, u. a. am Bodensee, in Thüringen, in Niedersachsen, Brandenburg, Mecklenburg-Vorpommern, Sachsen-Anhalt und im Sommer an der Ostsee.

## Prominente Mitglieder/Fördermitglieder
- Karin Binder
- Maritta Böttcher
- Sandra Brunner, ehemalige Solid-Bundessprecherin[3]
- Diether Dehm
- Frank Hammer
- Lutz Heilmann
- Cornelia Hirsch
- Peer Jürgens
- Hartmut Koblischke, ehemaliger Solid-Bundessprecher
- Rolf Kutzmutz,
- Frederik Over, Mitgründer von Solid
- Ulrich Maurer
- Dorothée Menzner
- Tobias Pflüger
- Stefan Sarrach, ehem. Solid-Landessprecher
- Heinz Vietze
- Sahra Wagenknecht
- Gerd Walther, ehemaliger Solid-Landessprecher
- Hans-Jürgen Scharfenberg
- Jan Korte